# Lamprohiza germari
Lamprohiza germari is een keversoort uit de familie glimwormen (Lampyridae). De wetenschappelijke naam van de soort is voor het eerst geldig gepubliceerd in 1844 door Küster.